# Dolní Nivy
Dolní Nivy (Duits: Unterneugrün) is een gemeente in de Tsjechische regio Karlsbad. De gemeente ligt op 552 meter hoogte, ongeveer 8 kilometer ten noorden van de districtshoofdstad Sokolov.
Naast het dorp Dolní Nivy zelf liggen ook de dorpen Boučí, Horní Nivy en Horní Rozmyšl binnen de gemeente.
Březová · Bublava · Bukovany · Chlum Svaté Maří · Chodov · Citice · Dasnice · Dolní Nivy · Dolní Rychnov · Habartov · Horní Slavkov · Jindřichovice · Josefov · Kaceřov · Krajková · Královské Poříčí · Kraslice · Krásno · Kynšperk nad Ohří · Libavské Údolí · Loket · Lomnice · Nová Ves · Nové Sedlo · Oloví · Přebuz · Rotava · Rovná · Staré Sedlo · Stříbrná · Svatava · Šabina · Šindelová · Sokolov · Tatrovice · Těšovice · Vintířov · Vřesová